# 近衛経忠
近衛 経忠（このえ つねただ）は、鎌倉時代後期から南北朝時代にかけての公卿。関白・近衛家平の子。官位は従一位・関白、左大臣。近衛家8代当主。号に後猪熊関白、堀河関白など。従弟基嗣との家門争いに敗れ、南朝に仕えた。

## 経歴
正和3年（1314年）11月に従三位、元亨4年（1324年）4月に23歳で右大臣に昇り、元徳2年（1330年）1月には左大臣・鷹司冬教を超えて関白と藤氏長者とを兼ねた。この異例の抜擢は経忠が後醍醐天皇から信任を受けていたことによるが、僅か7ヶ月で辞任に追い込まれ、代わりに内覧宣旨を受けた。その背景には、抗議の意味で自邸に籠った冬教に対する配慮に加えて、後醍醐天皇は関白とは別に2名の内覧を設置してこれを補佐させる意図があり、九条房実・鷹司冬平の死去によって内覧が前関白二条道平のみとなったために、経忠・冬教を相次いで関白に任じることで、関白を含めた内覧3人制の維持を図ったとされている。
もともと経忠の祖父・家基には二人の子がおり、一人は鷹司家出身の妾が生んだ長男の家平（経忠の父）で、もう一人は亀山天皇の皇女が生んだ次男経平であった。家基の没後、二人はどちらが近衛家の嫡流かを巡って対立し、その争いはそれぞれの息子の代に受け継がれ、経忠は経平の子・基嗣と激しく争っていた。特に基嗣は後醍醐天皇の皇女を妻にしており、強力な対立相手のはずであった。だが、経忠は建武政権下において再び天皇から重用され、建武元年（1334年）2月右大臣・藤氏長者に復し、同2年（1335年）11月左大臣へと昇進する。延元元年（1336年）8月足利尊氏の入京に伴って持明院統の光明天皇が擁立された際には、再び関白宣下を受けた。しかし、後醍醐が京都を脱して吉野に潜幸すると、天皇への旧恩から吉野朝廷（南朝）への参仕を決意。職を辞するも、当然認められなかった。
ついに延元2年（1337年）4月、京都を出奔して南朝へ赴いた。これに激怒した北朝側は経忠の関白職を解いて基嗣をその後任とし、子の経家・冬実は昇進停止となった。南朝では左大臣の任にあったものの、志を得なかったのか、興国2年（1341年）京都に戻っている。しかし、ここにおいても冷遇されたらしく、亡屋1宇・所領2ヶ所を受領した他は正体なき有様であったため、藤氏長者の立場を利用し、関東の小山氏・小田氏に呼びかけて藤氏一揆（藤原氏同盟）を企て、自ら天下の権を執らんとしたという。この一件については、経忠が北朝との和睦工作を進めるに当たって、障害となる主戦派の北畠親房を排除する動きとの見方がある。
一揆の計画が頓挫した後も京都に留まったと思われ、正平一統の折には家門を安堵されて、近衛第に入っている。しかし、間もなく一統が破綻すると追放され、南朝の行宮がある賀名生（奈良県五條市）に赴いたのであろう。正平7年（1352年）8月12日に出家、翌日水腫のために薨去。享年51。
勅撰和歌集には計3首が入集しているが、その内訳は、『続後拾遺和歌集』・『新拾遺和歌集』・『新続古今和歌集』に各1首である。

## 略譜
※日付＝旧暦
| 和暦     | 西暦   | 月日                 | 事柄                                         |
| -------- | ------ | -------------------- | -------------------------------------------- |
| 乾元2年  | 1302年 |                      | 生誕。                                       |
| 正和2年  | 1313年 | 12月25日             | 正五位下に初叙、禁色・昇殿を聴される。       |
| 正和2年  | 1313年 | 12月28日             | 右近衛少将に任官。                           |
| 正和3年  | 1314年 | 1月5日               | 従四位下に昇叙、右少将如元。                 |
| 正和3年  | 1314年 | 3月1日               | 従四位上に昇叙。                             |
| 正和3年  | 1314年 | 11月19日             | 従三位に越階昇叙、右少将如元。               |
| 正和5年  | 1316年 | 1月5日               | 正三位に昇叙。                               |
| 正和5年  | 1316年 | 11月18日             | 権中納言を兼任し、右近衛中将に転任。         |
| 文保元年 | 1317年 | 12月22日             | 権大納言に転任。                             |
| 文保2年  | 1318年 | 1月22日              | 従二位に昇叙。                               |
| 元応元年 | 1319年 | 1月5日               | 正二位に昇叙。                               |
| 元亨3年  | 1323年 | 1月13日              | 左近衛大将を兼任。                           |
| 正中元年 | 1324年 | 4月23日              | 任大臣兼宣旨を蒙る。                         |
| 正中元年 | 1324年 | 4月27日              | 右大臣に転任、左大将如元。                   |
| 嘉暦元年 | 1326年 | 7月24日              | 皇太子傅を兼任（皇太子は量仁親王）。         |
| 嘉暦元年 | 1326年 | 11月3日              | 左近衛大将を辞任。                           |
| 嘉暦2年  | 1327年 | 7月9日               | 記録所上卿に補任。                           |
| 元徳2年  | 1330年 | 1月26日              | 関白宣下。同日、内覧・藤氏長者・兵仗等宣下。 |
| 元徳2年  | 1330年 | 2月9日               | 一座宣旨を蒙る。                             |
| 元徳2年  | 1330年 | 3月21日              | 皇太子傅を辞任。                             |
| 元徳2年  | 1330年 | 閏6月26日            | 従一位に昇叙。                               |
| 元徳2年  | 1330年 | 8月25日              | 関白・藤氏長者を辞任、内覧・兵仗如元。       |
| 元弘3年  | 1333年 | 5月17日              | 光厳天皇の廃位に伴い、右大臣に還任。         |
| 元弘3年  | 1333年 | 6月12日              | 右大臣を辞退。                               |
| 建武元年 | 1334年 | 2月23日              | 右大臣に還任、内覧・藤氏長者宣下。           |
| 建武元年 | 1334年 | 10月7日              | 右大臣・藤氏長者を辞任。                     |
| 建武2年  | 1335年 | 11月19日             | 左大臣に任官、藤氏長者宣下。                 |
| 延元元年 | 1336年 | 8月15日              | 関白宣下。                                   |
| 延元元年 | 1336年 | 冬                   | 辞職するも、聴されず。                       |
| 延元2年  | 1337年 | 4月5日               | 吉野へ出奔。翌日、関白を辞任。               |
| 延元2年  | 1337年 | 南朝において左大臣。 |                                              |
| 興国2年  | 1341年 | 5月                  | これ以前に辞職して帰洛し、藤氏一揆を計画。   |
| 正平7年  | 1352年 | 8月13日              | 薨去。享年51。                               |

## 系譜
- 父：近衛家平（1282-1324）
- 母：家女房
- 兄弟姉妹：覚実、慈忠、女子
- 正室：花山院家定の娘
  - 男子：近衛経家（1332-1389）
- 生母不明の子女
  - 男子：近衛冬実（?-1374）
  - 男子：実玄（1339-1387） - 一乗院門跡
  - 女子?：近衛勝子（嘉喜門院） - 後村上天皇皇后、長慶天皇・後亀山天皇母か
  - 男子?：大覚（1297-1364） - 妙顕寺寺伝に経忠の子と伝えるが年代合わず